# Оути Масахиро

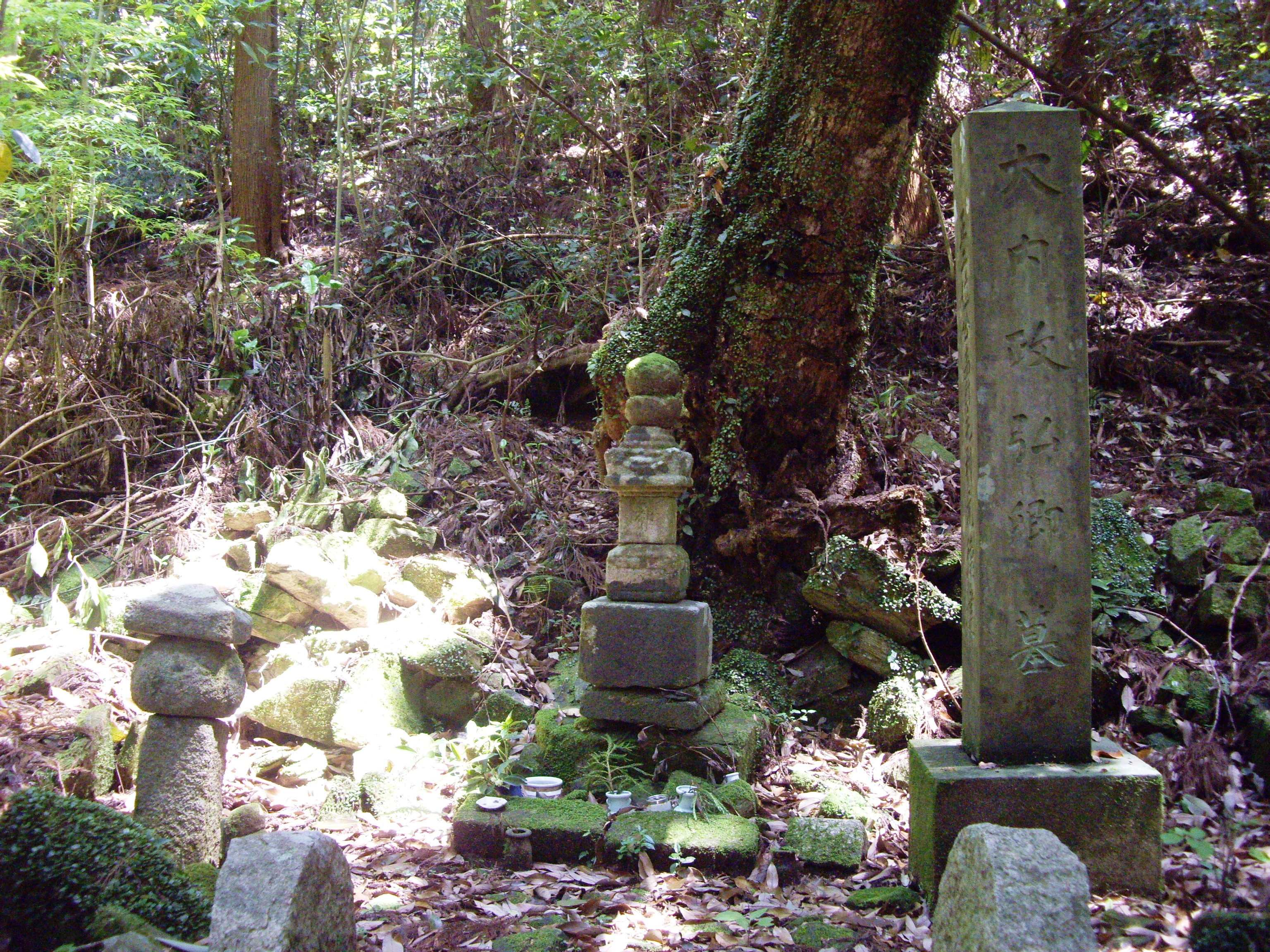
могила Оути Масахиро

Оути Масахиро (яп. 大内政弘, 18 сентября 1446 — 6 октября 1495) — крупный японский военный и государственный деятель периода Муромати, 14-й глава рода Оути (1465—1494).

## Биография
Единственный сын и преемник Оути Норихиро (1420—1465), 13-го главы рода Оути (1441—1465). Его матерью была приёмная дочь крупного феодала Ямана Мотитоё.
В сентябре 1465 года после смерти своего отца Оути Масахиро унаследовал отцовские владения в провинции Суо и стал новым главой рода Оути.
В 1467 году Оути Масахиро принял активное участие в гражданской войне в Японии, известной в истории как «Война годов Онин». Во главе 20-тысячной армии Масахиро прибыл в Киото, где присоединился к западной коалиции под предводительством сюго Ямана Мотитоё. На стороне Ямана Мотитоё Масахиро участвовал в многочисленных боях против восточной коалиции под руководством канрэя Хосокава Кацумото. Сражения происходили, в основном, в Киото, но и во владениях рода Хосокава и других провинциях.
В 1473 году после смерти своего лидера Ямана Мотитоё (Содзэна) Оути Масахиро отказался сложить оружие, пока не будет решен вопрос о преемнике сёгуна Асикага Ёсимаса. В том же году сёгун Асикага Ёсимаса отказался от власти в пользу своего сына Асикага Ёсихиса. В 1475 году, когда большинство даймё признало власть нового сёгуна, Оути Масахиро также подчинился и покинул Киото. Перед своим отъездом Масахиро уничтожил сёгунский дворец в столице, обвиняя в этом своих асигару. Масахиро покинул Киото и удалился в свою родовую резиденцию Ямагути. Род Оути построил Ямагути по образцу бывшей столицы Японии Киото (его называли Западным Киото), город стал культурным центром Западного Хонсю. Он украсил свою резиденцию художественными произведениями, привезенными из Китая и Кореи. Масахиро также пригласил к себе в резиденцию многих известных художников, в том числе Сэссю.
Осенью 1494 года из-за своей болезни Оути Масахиро отказался от власти в пользу своего старшего сына Оути Ёсиоки (1477—1529), ставшего 15-м главой рода Оути (1494—1528). В октябре 1495 года 49-летний Оути Масахиро скончался.